# Graminivoor
In de zoölogie is een graminivoor (niet te verwarren met een granivoor) een herbivoor dier dat zich voornamelijk voedt met gras (specifiek "echte" grassen, planten van de familie Poaceae). Het woord is afgeleid van het Latijnse graminis, wat 'gras' betekent, en vorare, wat 'eten' betekent.
Deze herbivore dieren hebben spijsverteringssystemen die zijn aangepast om grote hoeveelheden cellulose te verteren, die overvloedig aanwezig is in vezelig plantaardig materiaal en moeilijker af te breken is voor veel andere dieren. Ze hebben gespecialiseerde enzymen die helpen bij de spijsvertering, en in sommige gevallen symbiotische bacteriën die in hun darmen leven en door fermentatie "assisteren" bij het spijsverteringsproces.
Paarden, runderen, capibara's, nijlpaarden, ganzen en reuzenpanda's zijn voorbeelden van gewervelde graminivoren. Ongewervelde dieren kunnen ook graminivoor zijn. Veel sprinkhanen, zoals soorten uit de familie Acrididae (veldsprinkhanen), hebben een dieet dat voornamelijk bestaat uit gras.

Graminivoren vertonen over het algemeen een voorkeur voor een specifieke grassoort. Bijvoorbeeld, volgens een studie uitgevoerd op Noord-Amerikaanse bizons (Bison bison L.) die zich voeden met kortgrasvlaktes in het noordoosten van Colorado, consumeerde het vee in totaal zesendertig verschillende plantensoorten, maar van die zesendertig waren er vijf grassoorten favoriet en het meest geconsumeerd. De gemiddelde consumptie van deze vijf soorten omvatte ongeveer 80% van hun dieet. 

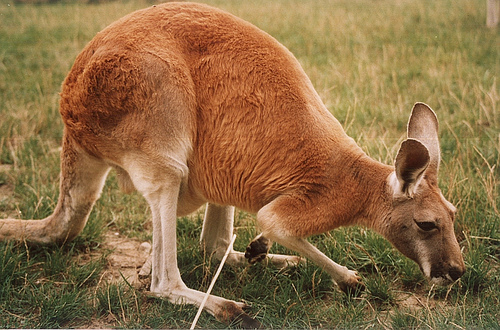
Rode reuzenkangoeroe die gras eet
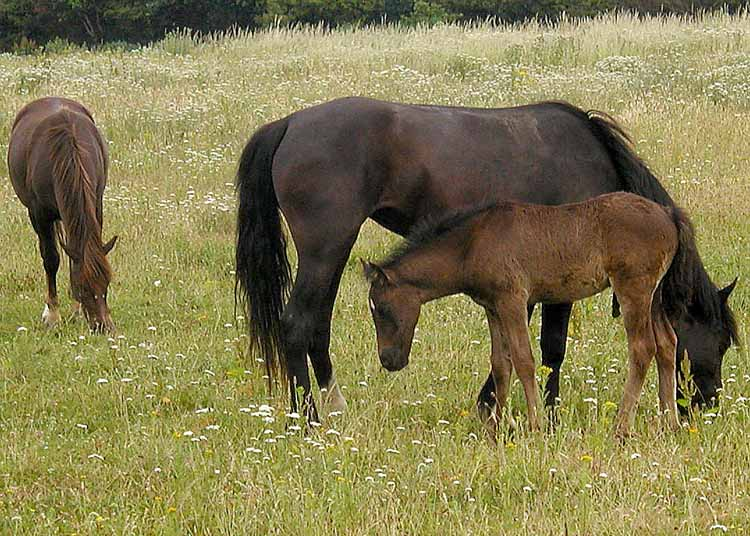
Paarden eten ook gras
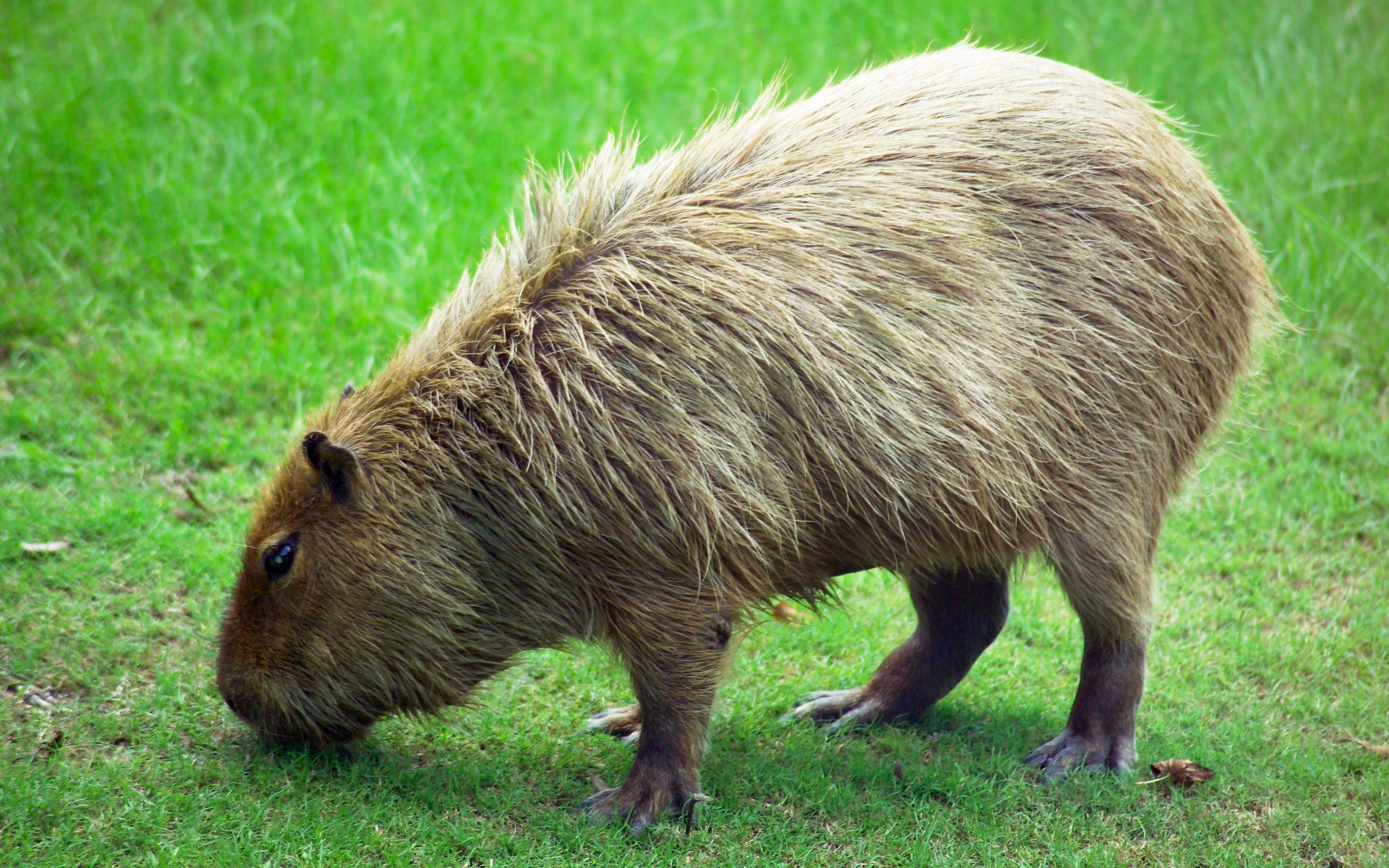
Een capibara die graast in Hattiesburg Zoo